# Paraphanis rougemonti
Paraphanis rougemonti là một loài bọ cánh cứng trong họ Cerambycidae.